# Reiner Strunk
Reiner Strunk (* 30. Mai 1941 in Düsseldorf; † 9. Dezember 2023 in Stuttgart) war ein deutscher evangelischer Theologe.

## Leben
Strunk war Pfarrer der Evangelischen Landeskirche in Württemberg. Er war Assistent von Jürgen Moltmann an den Universitäten in Bonn und Tübingen und wurde 1970 in Tübingen zum Dr. theol. promoviert. Von 1971 bis 1977 war er Vikar und Pfarrer in Stuttgart, von 1977 bis 1986 Studienleiter am Pfarrseminar der Württembergischen Landeskirche und von 1997 bis 2003 Leiter der Fortbildungsstätte Kloster Denkendorf.
Er veröffentlichte zahlreiche Bücher, darunter eine Biografie von Eduard Mörike.
Strunk starb am 9. Dezember 2023 im Alter von 82 Jahren in Stuttgart.

## Schriften (Auswahl)
- Saul unter den Propheten, 2011
- Die reine Wonne war's, 2009
- Poetische Theologie. Grundlagen – Bausteine – Perspektiven. Neukirchener Verlag, Neukirchen-Vluyn 2008 ISBN 978-3-7887-2314-9
- Echo des Himmels. Hölderlins Weg zur poetischen Religion. Eine Einführung. Calwer, Stuttgart 2007 ISBN 3-7668-4003-7
- Eduard Mörike. Pfarrer und Poet. 2. Aufl. Calwer, Stuttgart 2004 ISBN 3-7668-3876-8, 2004
- Helle Tage, dunkle Nächte, 1996
- Herbstzeit, 1993
- Tor ins Weite, 1991
- Das Gebet Jesu, 1988
- Vertrauen. Grundzüge einer Theologie des Gemeindeaufbaus. Quelle Verlag, Stuttgart 1985 ISBN 3-7918-1400-1
- Ein Manifest für den Frieden: die Bergpredigt, 1983
- Feste des Friedens. Erzählungen zu den christlichen Festzeiten. Quelle Verlag, Stuttgart 1983 ISBN 3-7918-2037-0
- Nachfolge Christi.  Erinnerungen an eine evangelische Provokation. C. Kaiser, München 1981 ISBN 3-459-01373-7
- Menschen am Kreuzweg, 1979
- Politische Ekklesiologie im Zeitalter der Revolution. München: C. Kaiser, Matthias-Grünewald-Verlag, München, Mainz 1971 (Gesellschaft und Theologie. Systematische Beiträge  5) ISBN 3-459-00637-4 (zugl. Dissertation 1970)